# Elvira Gavrilova
Elvira Gavrilova, nasceu a 26 de março de 1989 na região de Mykolaiv, Ucrânia - jornalista, designer, figura pública. Editora-chefe da revista “Financoff”, CEO da empresa de publicidade internacional “Amillidius”, fundadora do projeto de caridade "Ajuda", criadora e designer da própria marca de roupa feminina "Elvira Gavrilova".

## Biografia
Elvira Gavrilova nasceu a 26 de março de 1989 em Mykolaiv, no território da Ucrânia, antiga República Socialista Soviética da Ucrânia. O pai é empresário, a mãe é economista.
A nível académico, a Elvira estudou na Universidade Estadual "Petro Mohyla" (Petro Mohyla Black Sea National University) na Faculdade de Ciências Políticas. Recebeu o grau de mestrado em “Relações Internacionais” em 2012.
Em 2015, tornou-se chefe de redação do jornal "Dengi Plus", uma mídia financeira ucraniana, onde aos poucos mudou seu formato para negócios internacionais com o nome "Financoff". No mesmo ano fundou a marca de roupa feminina "Elvira Gavrilova"
Em 2016 fundou e lançou o projeto de caridade "Ajuda"
Em 2018 iniciou o mais famoso projeto de produção da Elvira - classificação nacional "Top-100 Orgulho e Beleza da Ucrânia" em quatro categorias: homens, mulheres, crianças e empresas. No mesmo ano foi implementado o projeto "Educação no Reino Unido" de acordo com os resultados do qual, crianças talentosas da Ucrânia entram nas faculdades de Cambridge como parte do programa "Leonardo"
No final do mesmo ano de 2018 Elvira Gavrilova faz a sua estreia como produtora de arte. Em 7 de dezembro de 2018 inaugura uma exposição do artista Konstantin Skoptsov e posteriormente promove o seu trabalho em todo o mundo
Em 2019 Elvira Gavrilova tornou-se co-proprietária da empresa de publicidade internacional "Amillidius" e assumiu o cargo de CEO para a região europeia. Trabalha com clientes VIP. Suas atividades incluem tanto a promoção da empresa como o trabalho com marcas pessoais
Em janeiro de 2020 estreou-se como cantora sob o pseudónimo criativo de "Elledgy" com o videoclipe “Love me Long". De acordo com Elvira, ela não vai construir uma carreira como cantora, mas quer ganhar experiência para produção em show business. É por isso, que pessoalmente faz todo o trabalho de organização para promover a sua marca criativa
Casada, vive em Lisboa, Portugal

## À frente da Financoff
Quando Elvira Gavrilova assumiu o cargo de editora-chefe do jornal "Dengi Plus", ela foi encarregada de tirar o jornal da crise e expandir o número de leitores. Em poucos anos, Elvira mudou completamente o formato do jornal e mudou o seu nome para “Financoff”
Desde 2018, a lustrosa revista "Financoff" em ucraniano e inglês é distribuída na Ucrânia e nos países da União Europeia. A fim de atrair um público mais amplo, Elvira inventou um novo formato de "negócios" que combina materiais sobre temas empresariais e sociais

## Top 100 Orgulho e Beleza da Ucrânia
A ideia do projeto foi o desejo de Elvira de elevar o prestígio dos profissionais ucranianos no mundo. As cerimónias de premiação dos finalistas são realizadas no formato de concertos de gala com tapete vermelho e dress code black tie nos melhores locais de Odessa (Ucrânia) - a cidade onde Elvira viveu e trabalhou até 2019. A primeira cerimónia de premiação do "Orgulho e Beleza da Ucrânia" foi realizada em 16 de março de 2018 em Odessa (Ucrânia). Entre os finalistas estavam: a cantora Irina Bilyk, a atriz Olga Sumska, a jornalista Marina Kinakh, a atriz Rimma Zyubina, a modelo Yulia Gershun (vencedora do Top Model da temporada mundial 2016-2017)
A primeira cerimónia de premiação e concerto de gala para os finalistas do Top 100 "O Futuro da Ucrânia. Crianças" foi realizada no dia 8 de junho de 2018 em Odessa. Entre os finalistas: Anna Komyakova, participante da segunda temporada do projeto "Voz. Crianças" (Ucrânia), Danielia Tuleshova vencedora da quarta temporada de "Voz. Crianças" (Ucrânia), Anastasia Petrik - vencedora do Festival Eurovisão da Canção Júnior 2012. Os vencedores foram premiados pela campeã olímpica Yana Klochkova, pelo produtor e filantropo Timofey Nagorny e por outras personalidades famosas.
A cerimónia de premiação dos finalistas da primeira classificação "Fundamento da economia da Ucrânia. Empresas" foi realizada em 23 de novembro de 2018.Entre os finalistas: Marketplace Prom.ua, rede de postos de gasolina “WOG”, rede de supermercados“ATB-Market” e “Tavria B”; Linhas aéreas internacionais da Ucrânia e outros.
Em 22 de março de 2019, Elvira Gavrilova realizou uma cerimónia de premiação para os finalistas das classificações nacionais masculinas e femininas, que inclui um programa internacional para premiar personalidades de destaque. A cerimónia foi realizada no Teatro Nacional de Ópera e Ballet de Odessa. Os finalistas foram: as cantoras Maria Burmaka, Ekaterina Gulyakova, Karina Play, Ekaterina Buzhinskaya; o pugilista Vasily Lomachenko e o artista Vladimir Kozyuk. Os apresentadores Anton Lirnyk, Daniel Salem e outros. A atração principal do concerto de gala foi a cantora britânica e DJ Sonique
Em 6 de julho de 2019 realizou-se a cerimónia de premiação do segundo concurso TOP 100 melhores crianças talentosas da Ucrânia. A festa infantil no estilo do conto de fadas "Alice no País das Maravilhas" foi realizada no Parque Grego de Odessa. A própria Elvira Gavrilova atuou como a Rainha Branca. A atração principal do show foi o cantor Ray Horton.

## Marca de roupa Elvira Gavrilova
Criada em 2015 por Elvira Gavrilova para a produção e venda de roupas femininas de acordo com os seus próprios modelos. Os produtos da marca foram bem-sucedidos na Ucrânia. O conjunto de Elvira Gavrilova feito de blusa transparente de chiffon e saia preta tipo lápis foi incluído no topo das melhores imagens da semana de moda Odessa fashion week 2017 de acordo com a revista L'Officiel Ucrânia. A coleção Outono/Inverno 2017/18 foi considerada uma das dez melhores da temporada ucraniana, de acordo com a HDFashion & LifeStyle.
Na primavera de 2018, durante a 17ª temporada do Odessa Fashion Day no show da Elvira Gavrilova participou como co-autora a cantora Soloha. Os tons preto e bege da coleção Elvira Gavrilova SS 2018 complementaram os chapéus vibrantes criados por Soloha
Desde 2018, Elvira vem criando coleções privadas para grupos selecionados.

## Atividade de Caridade
Em 2016 Elvira Gavrilova cria um projeto de caridade "Ajuda" para ajudar as crianças e todos os necessitados. No âmbito do projeto é prestada assistência direcionada e são angariados fundos para cirurgias para as crianças
Em 2018 no âmbito do projeto teve lugar a edição anual do Calendário Temático "Charity Calendar. Como o próprio projeto também o Calendário dá oportunidade as pessoas de fazer uma boa ação não apenas só com dinheiro, mas também com a participação pessoal. Filantropos: empresários, políticos, atletas, estrelas do show business - participem nas filmagens juntamente com crianças talentosas. Em particular, nas páginas do calendário apareceram: o jogador de futebol Sergei Melnik, o artista Konstantin Skoptsov, membros do grupo "Rumberos Амадор Лопес" e Oleg Serafin. Todo o dinheiro da venda do calendário vai para a caridade.
Em 2019, na rede social Instagram foi lançado um leilão de caridade sob a marca Help! by Elvira Gavrilova. O objetivo é ajudar as crianças gravemente doentes. Elvira convida estrelas ucranianas e estrangeiras, que colocam à venda seus pertences pessoais ou outro lote, por exemplo, um jantar ou uma ida ao cinema na sua companhia. Os fundos da venda são imediatamente transferidos para a criança concreta.